# پردیس بهبهان
پردیس یکی از مرتفع ترین مناطق اعیان نشین بهبهان است که در منطقه۱
شهرداری بهبهان قراردارد.پردیس از شمال با منطقه محسنی و از جنوب با خیابان الماس و از شرق با باغات ارجان وازغرب با میدان مرکزی(محسنی)
همجوار است.پردیس یکی از نجومی ترین قیمت ملک را در بهبهان و خوزستان دارد،به طوری که قیمت هر متر ملک مسکونی و تجاری به۵۵۰میلیون تومان تا ۴میلیاردتومان می رسد.پارک پردیس نیز به عنوان یکی از گرانترین وبزرگترین پارک های منطقه و خوزستان در پردیس شمالی قراردارد.در پردیس بیشتر املاک توسط معماران و طراحان مشهور با قیمت های نجومی ساخته شده که دراین منطقه به خصوص در شرق پردیس 
آمیزه ای از شهرسازی مدرن وسنتی به چشم می خورد.
```
  __________________________________________
```

•.                   شهر: بهبهان 
```
  __________________________________________
```

•.              جایگاه جغرافیایی درشهر: شمال 
```
  __________________________________________
```

•.                پایان شمالی: محسنی
```
  __________________________________________
```

•.                پایان جنوبی: خیابان الماس
```
  __________________________________________
```

•.                پایان شرقی: ارجان
```
  __________________________________________
```

•.           پایان غربی: میدان مرکزی(محسنی)

باغات پردیس به عنوان یکی از گرانترین و اعیانی ترین باغات بهبهان و
خوزستان به شمارمی رود،که البته باغات پردیس یکی از قدیمی ترین باغات 
خوزستان شناخته می شود.باغات اعیانی وبزرگ پردیس بیشتر در قسمت غربی پردیس قراردارد.